# Oberleiser Berg
Der Oberleiser Berg ist ein Berg in Niederösterreich im Bezirk Korneuburg, der vom Naturpark Leiser Berge umgeben ist und geologisch zur Waschbergzone gehört.
Mit einer Höhe von 457 m ü. A. ist er nach dem Buschberg die zweithöchste Erhebung der Leiser Berge. Von dem 23 m hohen Aussichtsturm Oberleis auf dem ca. 7 ha großen Bergplateau reicht der Blick bis zu den Karpaten und den Pollauer Bergen. Der Berg ist von Trockenrasen und Eichenmischwäldern umgeben.

## Geschichte
Seit jeher waren die inselartig aus dem flachen Hügelland des Weinviertels aufragenden Berge natürlich geschützte Fluchtpunkte für die Menschen. Auch aufgrund der topographischen Lage in der Nähe wichtiger Verkehrswege weist der Oberleiser Berg eine 6.000-jährige Besiedlungsgeschichte auf. Einige Funde aus der Urzeit sind in Ernstbrunn in einem Fossilienschauraum beim Bahnhof zu besichtigen. Nicht weit ist das Museum für Urgeschichte in Asparn an der Zaya entfernt.
Die frühesten Siedlungsnachweise stammen aus der ausgehenden mittleren Jungsteinzeit (4000 v. Chr.). Aus dieser Zeit stammt auch ein mächtiger Befestigungsgraben, der vom Nordtor quer über das Plateau in Richtung Südwesten verläuft.
In der frühen Bronzezeit (2300–1600 v. Chr.) wurde eine bis zu vier Meter breite Grabenanlage errichtet, die vermutlich das gesamte Plateau umgibt.
Keltische Siedler errichteten in der zweiten Hälfte des 3. vorchristlichen Jahrhunderts einfache Pfostenbauten innerhalb eines Ringwalles und einfache Grubenhäuser mit und ohne Herdstelle. Zu dieser Zeit war der Oberleiser Berg auch ein bedeutender Handelsplatz.
Am Oberleiser Berg konnte erstmals in Mitteleuropa ein befestigter germanischer Herrschersitz aus dem 4. bis 5. Jahrhunderts n. Chr. ausgegraben werden. Der Sitz am Rande des Römischen Reiches – der Donaulimes verlief etwa 25 km entfernt – wurde nach römischem Vorbild als Herrenhof errichtet. Auf dessen Gelände befindet sich heute der Aussichtsturm. Etwas weiter im Osten im heute bewaldeten Bereich befanden sich im 5. Jh. mehrere Handwerksbauten und Backöfen. Es gibt Hinweise auf Textil- und Metallhandwerk.

## Wanderwege
Über den Berg führen mit dem Ostösterreichischen Grenzlandweg, dem Jakobsweg Weinviertel und dem Weinviertelweg mehrere überregionale Wanderwege.

## Bilder

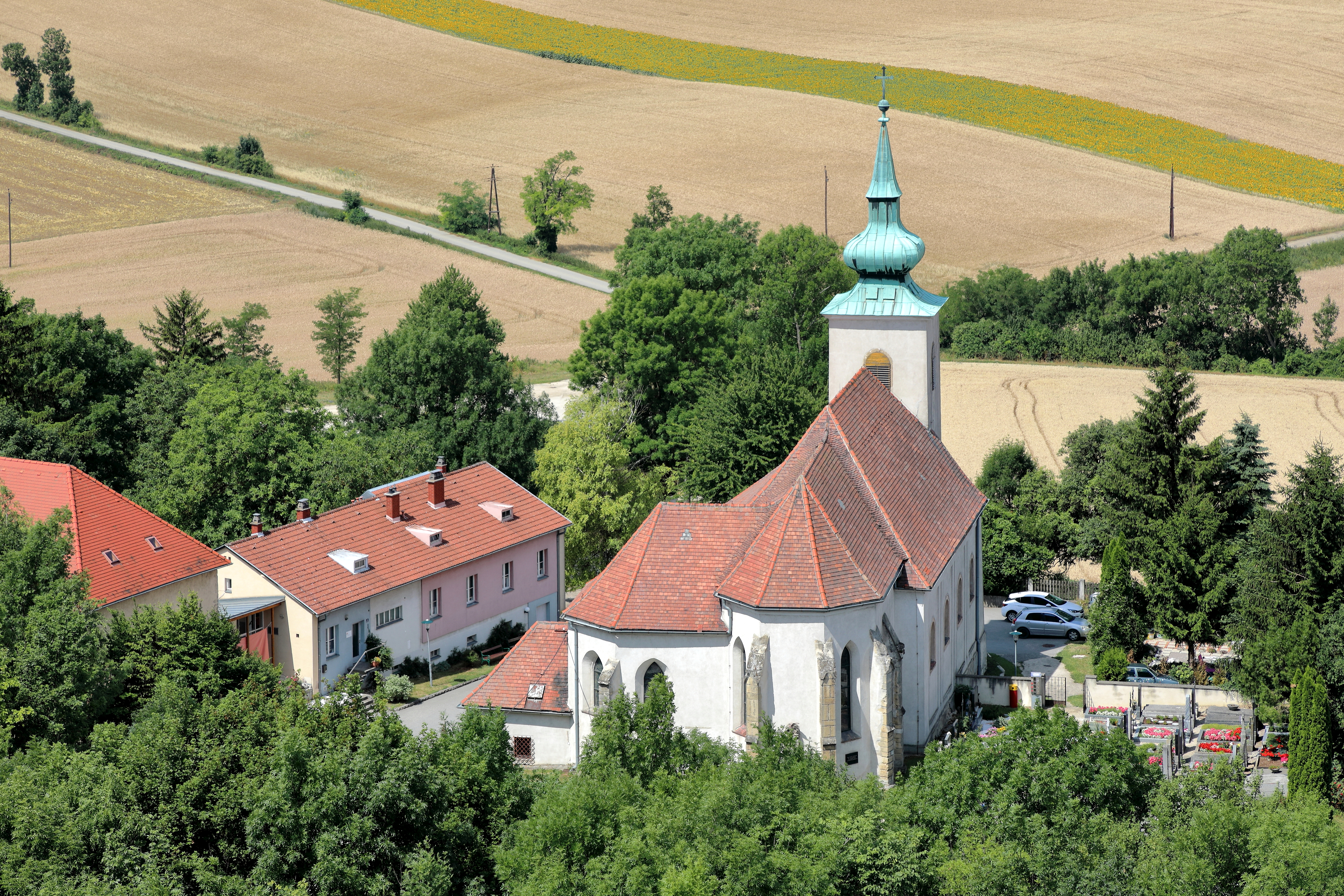
Der Kirchenweiler Oberleis am westlichen Abhang des Oberleiser Berges
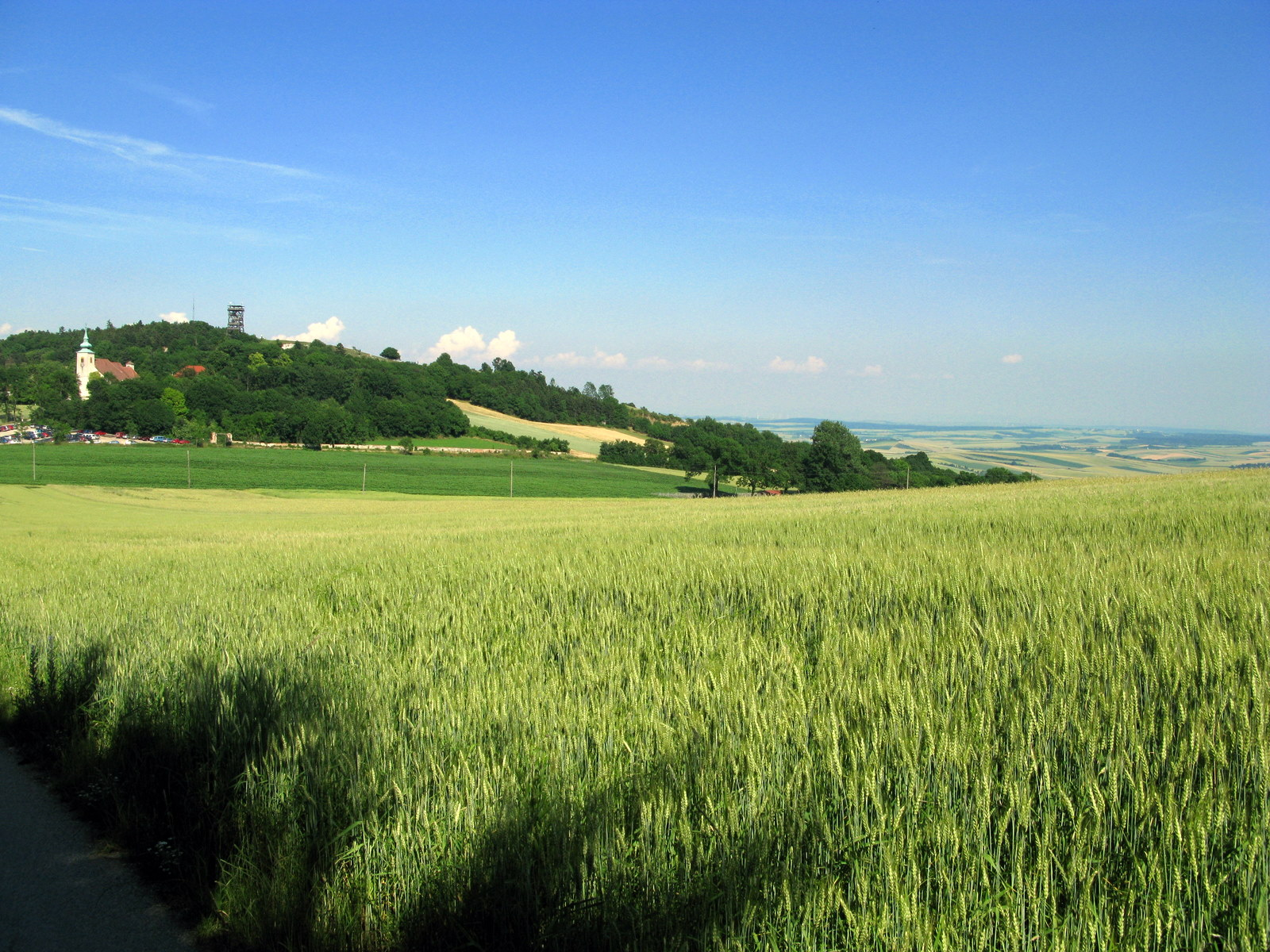
Westansicht des Oberleiser Berges
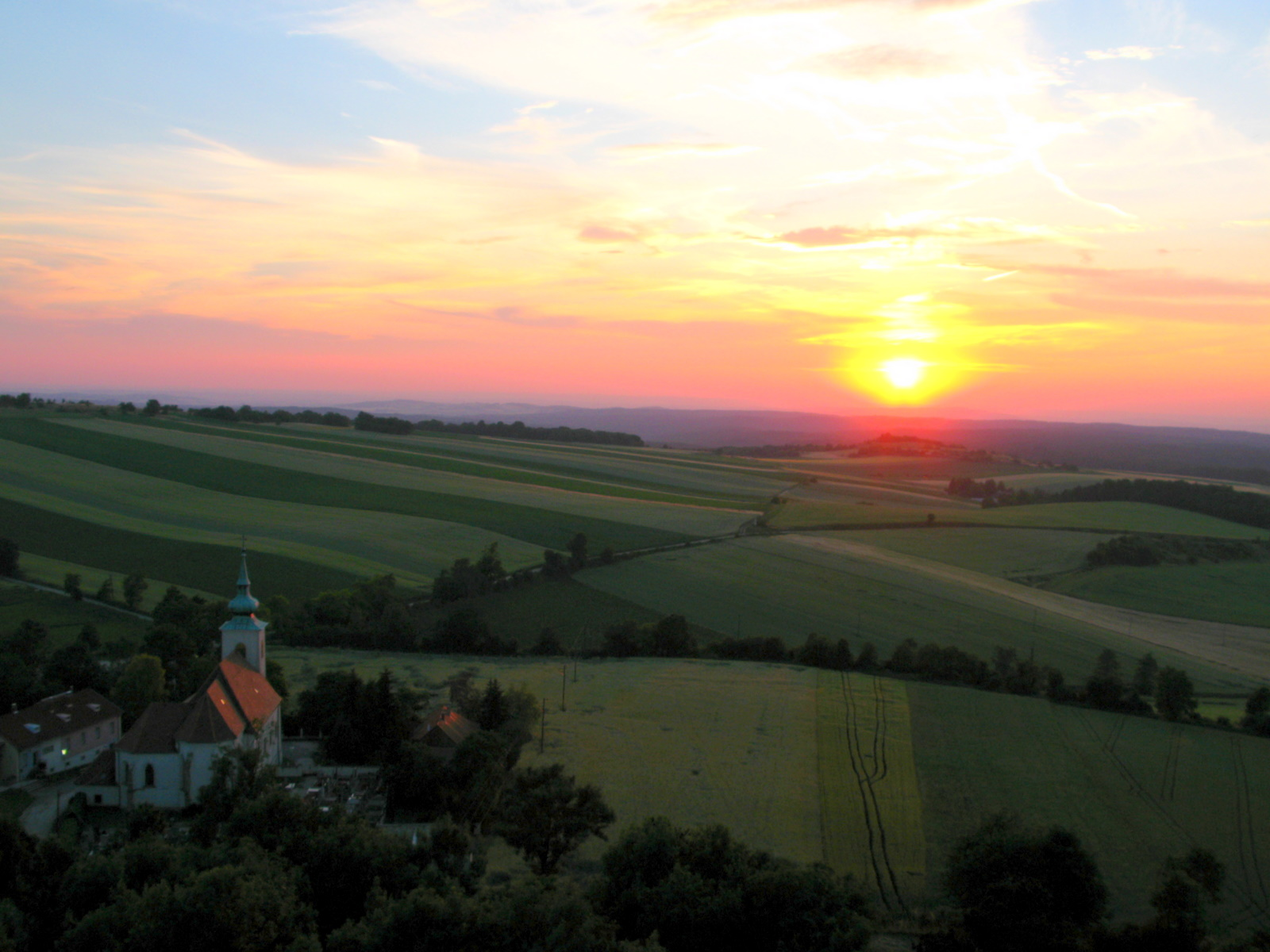
Oberleis vom Aussichtsturm aus
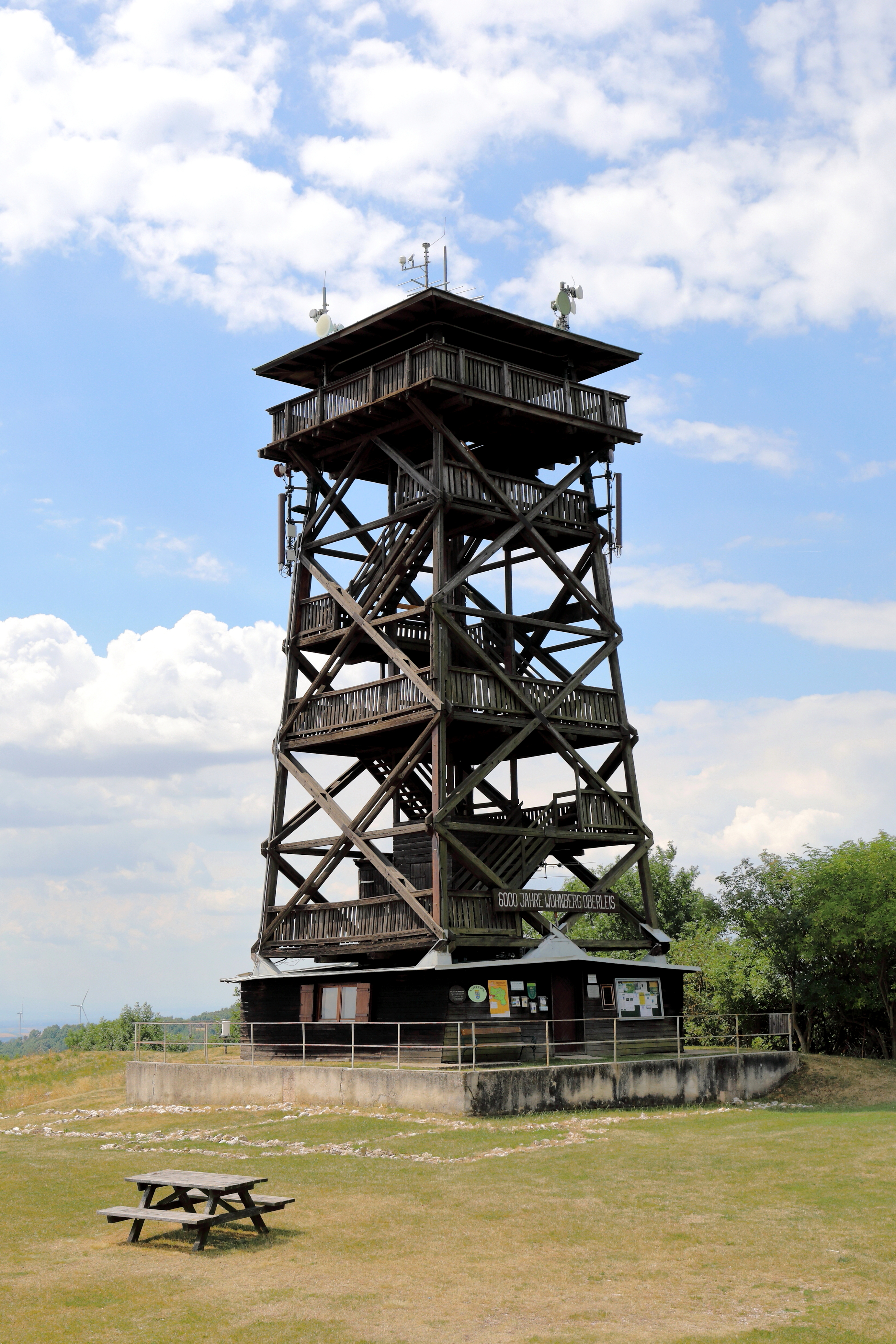
Aussichtsturm Oberleis
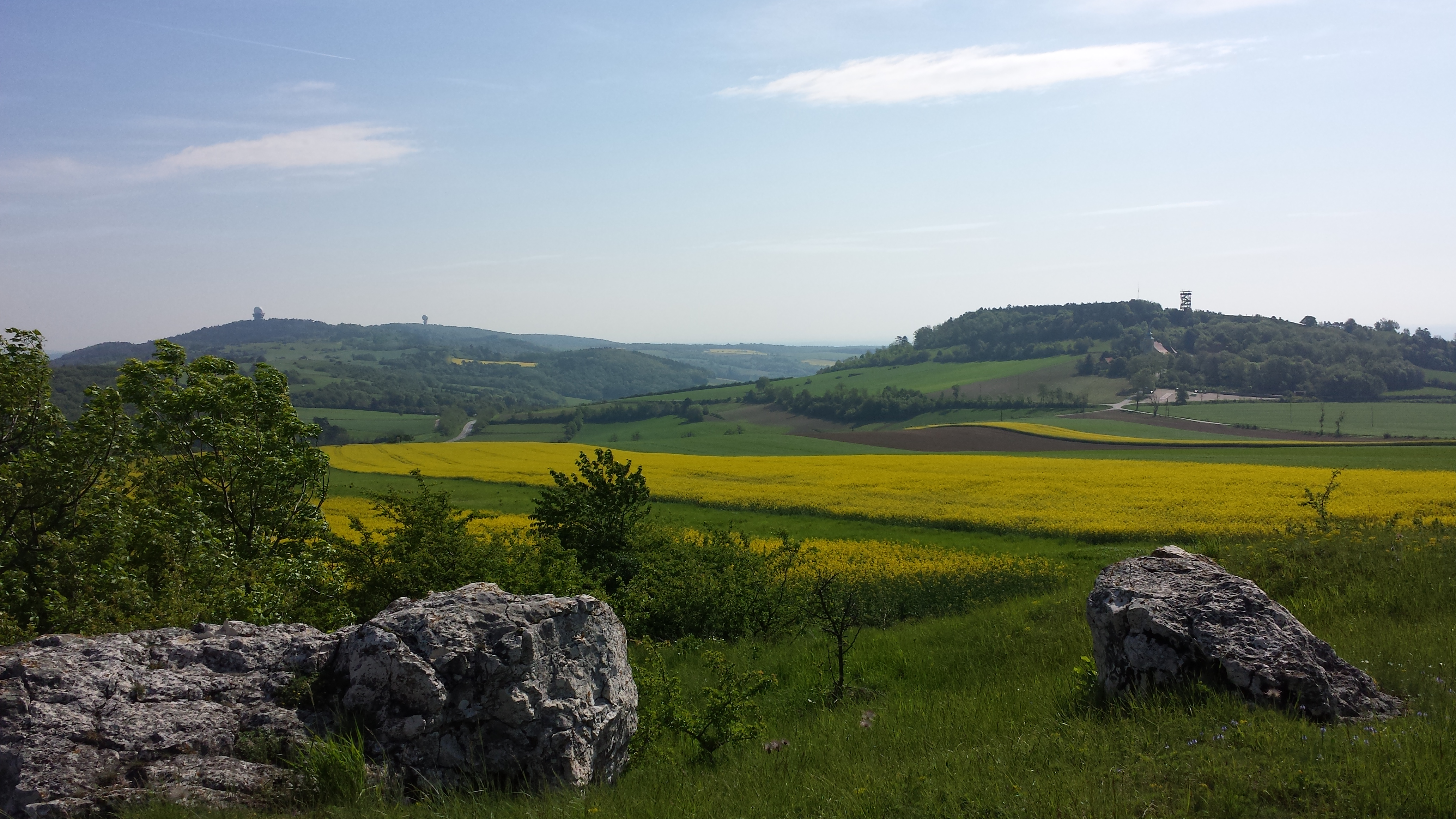
Oberleiser Berg (rechts) von der Steinbacher Heide aus gesehen